# 水稻病毒屬
水稻病毒屬（学名：Oryzavirus），又稱作水稻皺縮矮化病毒，是呼腸孤病毒科（Reoviridae）中的一屬，其代表種為：水稻破(爛;襤)褸矮小(化)病毒(Rice ragged stunt virus)，為一類植物病毒。

## 下属物种
本属包括以下物种：
- Echinochloa ragged stunt virus
- 水稻破褸矮小病毒 Rice ragged stunt virus ，水稻襤褸矮小病毒

## 外部連結
- 微生物免疫學-Reoviridae(呼腸孤病毒科) （页面存档备份，存于）